# Бира (канонерская лодка)
«Бира» — канонерская лодка типа «Амгунь» ВМФ ВС Союза ССР, принимавшая участие в Великой Отечественной войне в составе Ладожской флотилии. 
Переоборудована из шаланды, построенной перед войной в Германии для Союза ССР.

## Служба
Построена в 1940 году в Гамбурге на верфи Deutsche Werft AG по заказу Балттехфлота Спецгидростроя НКВД.
4 июля 1941 года шаланду мобилизовали, после чего переоборудовали в канонерскую лодку. 14 июля канонерка вошла в состав Балтийского флота. 17 июля вышла из Кронштадта в Шлиссельбург для приёма боезапаса, после чего 19 июля вошла в состав Ладожской военной флотилии. 20 июля в ходе высадки морского десанта в районе о. Уксалонпя в 10:12 получила прямое попадание 152-мм снаряда, убившего 5 и ранившего 46 человек. 25 июля пыталась прикрыть артиллерийским огнём отход наших войск с о. Лункулансаари. 26 июля направлена для оказания огневой поддержки повторной высадке войск на о. Лункулансаари, однако вместо этого в течение 10 часов снимала с мели канонерскую лодку «Селемджа». 27 июля получила приказ оказать огневую поддержку войскам на берегу, но, подойдя в тумане к острову, обнаружила плавающих на плотах солдат. Приняв их на борт и передав затем на другие корабли, с вечера этого дня начала огневую поддержку обороняющимся войскам в районе реки Видлицы.
9 августа 1941 года «Бира» начала огневую поддержку войск, оборонявшихся на северо-западном побережье Ладоги. В период с 30 сентября и до ледостава обеспечивала коммуникацию Новая Ладога—Осиновец, конвоируя суда, перевозя войска и грузы. 6 октября, находясь на рейде в Осиновце, получила прямое попадание авиабомбы в кормовую часть, в результате чего были затоплены кормовые помещения. На зимовку встала в бухте Морье.
24 мая 1942 года вышла на чистую воду и перешла в порт Кобона. 28 мая во время авианалёта на порт получила прямое попадание авиабомбы в носовую часть, которая была разрушена вместе с ходовой рубкой. Командир погиб на месте, командир дивизиона канонерок Н. Ю. Озаровский был ранен. «Бира» села на грунт у причала. 29 мая, заделав пробоину, перешла в Новую Ладогу для ремонта.
15 сентября включилась в обеспечение коммуникаций. 28 сентября обстреляла войска противника с огневой позиции в районе деревни Тозерово. 22 октября вступила в бой с отходящим от о. Сухо десантом противника. В ходе боя совместно с «Селемджей» и авиацией повредила десантные баржу и бот, уже покинутые экипажами. 31 декабря встала на зимовку в бухте Морье. 

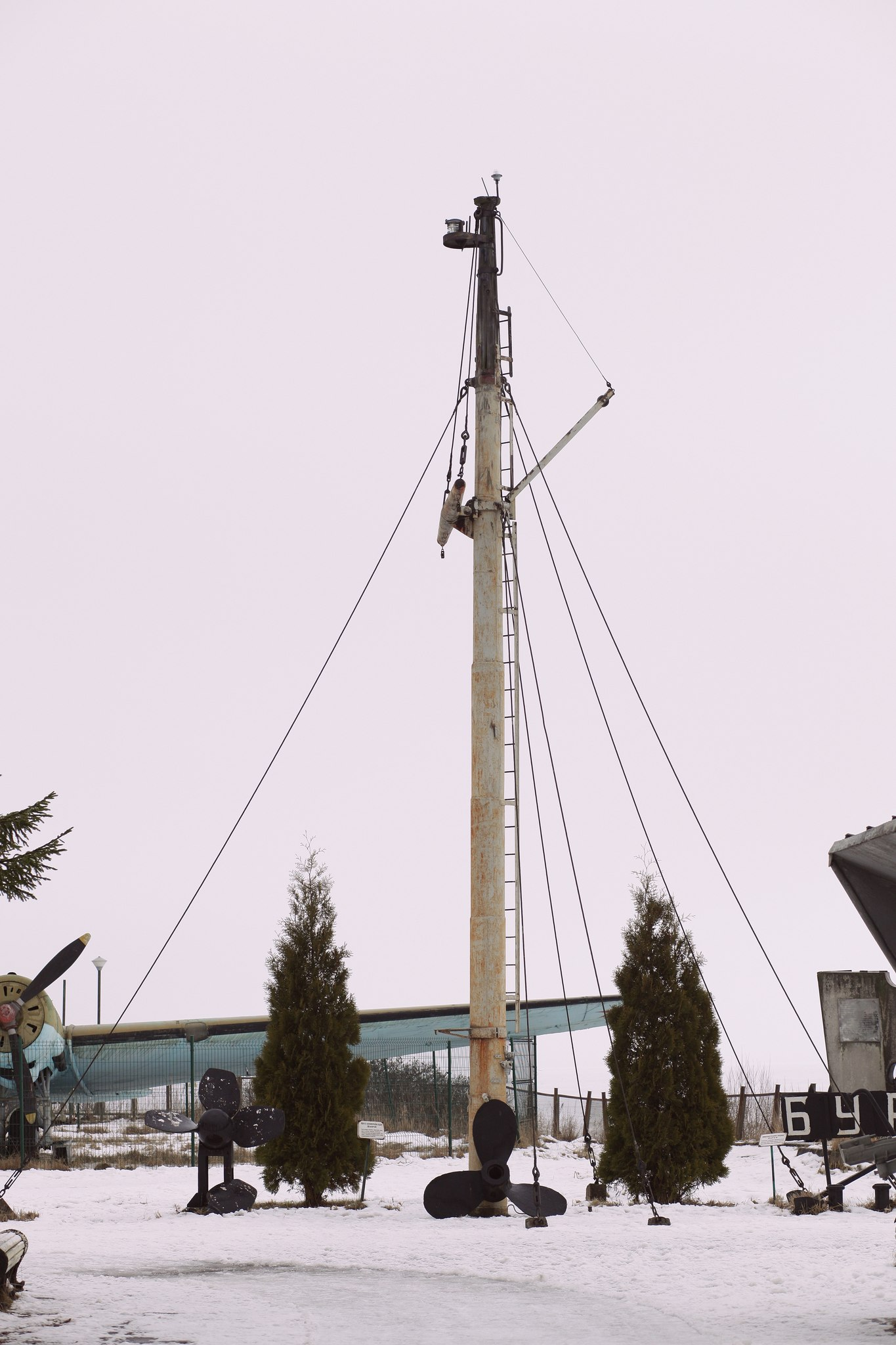
Мачта канонерской лодки "Бира".

В навигации 1943—1944 годов поддерживала наступающие вдоль озера войска, обеспечивала коммуникации. 29 сентября 1944 года перешла в Ленинград и была выведена из состава Ладожской военной флотилии. В дальнейшем обеспечивала коммуникации в Финском заливе. 1 января 1945 года действовала в районе Аландских островов. Мачта канонерской лодки установлена, как экспонат, в филиале Центрального военно-морского музея «Дорога жизни» на Ладожском озере.